# Абдуллаєв Раєт Алядинович
Абдуллаєв Раєт Алядинович (рос. Абдуллаев Рает Алядинович, нар. 1 лютого 1935, с. Саватка, Балаклавський район, Кримська АРСР) — вчений-економіст, доктор економічних наук, професор.

## Із життєпису
У 1961 році закінчив Ташкентський сільськогосподарський інститут. У 1968 році захистив дисертацію кандидата економічних наук, у 1986 році — докторську дисертацію, у 1988 році присвоєно звання професора. Від 1968 до 1995 років працював у Андижанській філії Середньоазіатського НДІ економіки сільського господарства молодшим та старшим науковим співробітником, завідувачем відділу, директором. Від 1995 року — завідувач катедрою Кримського індустріально-педагогічного інституту.
Досліджував реформування аграрних відносин, формування ефективного механізму господарювання. Автор понад 100 наукових праць. Під його керівництвом підготовлено 20 кандидатів та докторів економічних наук.